# Художественный музей Брукс
Художественный музей Брукс в Мемфисе (англ. Memphis Brooks Museum of Art) —  художественный музей в городе Мемфис. Музей Брукс, основанный в 1916 году, является старейшим и крупнейшим художественным музеем в штате Теннесси. Музей — частный, финансируемый некоммерческой организацией, расположен в Овертон-парке в Мидтауне Мемфиса.
Старое здание музея в стиле бозар, признанное Национальным историческим памятником США, было спроектировано Джеймсом Гэмблом Роджерсом в 1913 году. Оно было построено на средства Бесси Вэнс Брукс в память о её муже Самуэле Хэмилтоне Бруксе. Цилиндрическая пристройка, открытая в 1955 году, спроектирована мемфисским архитектором Эвереттом Вудсом. В состав музея также входят музейный магазин, ресторан «Brushmark», сад «Holly Court» и большая терраса, открывающая вид на Овертон-парк. В 1989 году здание было расширено и переориентировано архитектурным бюро «Skidmore, Owings and Merrill». Площадь музейных пространств увеличилась в 2 раза и включила в себя новый парадных вход и галереи на 3-х этажах в месте соединения старого и нового зданий музея.
В состав музея входят 29 галерей, арт-классов, типографию с более чем 4 500 работ на бумаге, научную библиотеку с более 5 000 экземпляров и аудиторию. Коллекцию музея составляют более 7 000 произведений искусства: картины, скульптуры, рисунки, гравюры, фотографии и образцы декоративно-прикладного искусства. Выделяются коллекция Самуэля Кресса картин возрождения и барокко, Коллекция Хьюго Диксона картин импрессионистов, коллекция Леви американских гравюр, коллекция книг Гудмана и коллекция Карла Гутхерца.

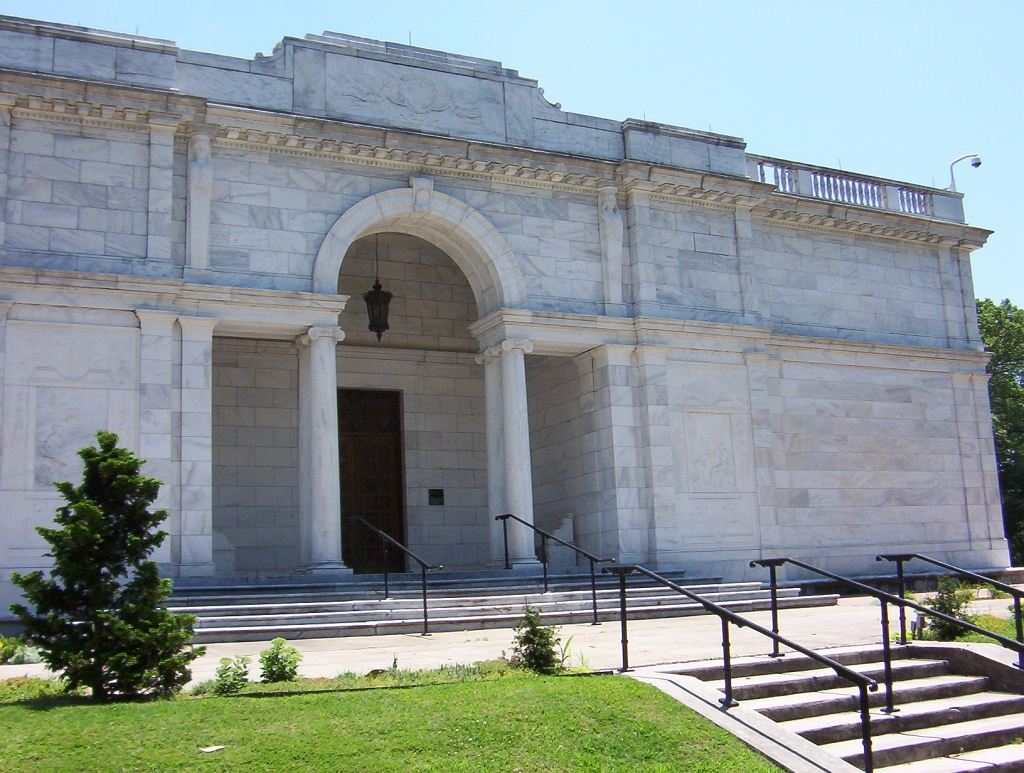

## Коллекция
Постоянную коллекцию музея составляют работы итальянского Ренессанса, барокко, импрессионистов и искусства XX века. Коллекция Кресса является одной из ряда подобных, распределённых по американским музеям. Примечательна коллекция английских портретов, включающая в себя работы Томаса Гейнсборо, Джошуа Рейнольдса, Томаса Лоуренса и Джорджа Ромни. Среди импрессионистов представленных в Бруксе выделяются Камиль Писсарро, Ренуар, много картин американских импрессионистов: Уинслоу Хомера, Томаса Бентона, Чайльда Гассама и Роберта Генри.  Современное искусство представлено картинами Кеннета Ноланда, Роберта Мазервелла и Нэнси Грейвс, а также известным на национальном уровне художнике из Мемфиса Кэрроллом Клоэром.
В Бруксе также представлены скульптуры и декоративно-прикладное искусство, включая мебель и текстиль.